# Beautiful Escape: Dungeoneer
Beautiful Escape: Dungeoneer — компьютерная игра в жанрах симулятора свиданий и головоломки, разработанная на движке RPG Maker 2003 бразильским геймдизайнером-любителем Николау Шаудом (порт. Nicolau Chaud) в 2010 году. Игра получила известность благодаря провокационным темам: главный герой игры является серийным преступником, похищающим и пытающим людей.

## Сюжет
Главным герой игры, Верж (англ. Verge), является членом общества «подземельщиков» (англ. Dungeoneers) — преступников-садистов, которые заманивают жертв к себе домой и подвергают пыткам в специально обустроенных «подземельях». «Подземельщики», действующие независимо друг от друга, выкладывают видеозаписи на специальный сайт, где их оценивают товарищи по ремеслу. Верж безответно влюблен в Дейли (англ. Daily), звезды сообщества «подземельщиков», чьи пыточные видео собирают самые восторженные отзывы; сам Верж считается неудачником.

## Игровой процесс
Игровой процесс Beautiful Escape: Dungeoneer делится на два сменяющих друг друга этапа: поиск жертвы и сам процесс пытки. На первом этапе игрок может передвигаться по нескольким районам города и вступать в диалоги с потенциальными жертвами. Используя психологический портрет жертвы, игрок должен провести с ней диалог и добиться согласия пойти с ним домой. Именно на этом этапе от миссии к миссии рассказывается сюжет игры. Мини—игра, связанная собственно с «подземельем», напоминает игры жанра Tower Defense: главный герой и усыпленная жертва находятся в лабиринтообразном помещении с одним выходом. На пути к выходу игрок должен расставить ловушки различных видов, призванные повредить здоровье жертвы или её психику, включая изнасилования и фальшивые двери. Перед игроком ставится задача добиться «красивого побега» — так, чтобы жертва сохранила жизнь и рассудок, но была сломлена и не смогла никому рассказать о произошедшем.

## Критика и отзывы
Обозреватель Rock, Paper, Shotgun Кирон Джиллен назвал игру «шокирующей, но такого рода, что её можно защищать и рекомендовать», а концовку игры счел одной из самых «пронзительных» среди игр 2010 года. С его точки зрения, часть игры, в которой Верж общается с будущими жертвами и добивается их доверия, переосмысливает жанр симуляторов свиданий как игр о создании фальшивой личины, скрытии своего «я» при попытках подружиться с другим человеком. Джиллен также отметил, что игра, в которой страдающий депрессией садист пытает и убивает людей ради одобрения таких же маньяков-«подземельщиков», отчасти является сатирой на само сообщество создателей игр на движке RPG Maker. В книге социолога Мигуэля Сикарта Beyond Choices: The Design of Ethical Gameplay (2013) игра Beautiful Escape: Dungeoneer рассматривается как образец направления эмпатии игрока в ложное русло через интерактивное повествование, заставляя игрока симпатизировать садисту. В материале журнала «Игромания», посвященном компьютерным играм о серийных убийцах, игра названа «интересной, оригинальной и чертовски стильной».